# Misano Adriatico
Misano Adriatico ist ein italienischer Badeort mit 14.162 Einwohnern (Stand 31. Dezember 2023) an der adriatischen Riviera in der Provinz Rimini in der Emilia-Romagna.

## Geographie
Die Gemeinde liegt etwa 18 Kilometer südöstlich der Provinzhauptstadt Rimini. Die Nachbargemeinden sind Cattolica, Coriano, Riccione, San Clemente und San Giovanni in Marignano.

## Sport
Im Ortsteil Santa Monica befindet sich die 1972 eröffnete Motorsport-Rennstrecke Misano World Circuit, auf der aktuell der Große Preis von San Marino im Rahmen der Motorrad-Weltmeisterschaft sowie der San-Marino-Lauf zur Superbike-Weltmeisterschaft ausgetragen werden.
In Misano Adriatico wird jährlich die zweite Etappe, ein Mannschaftszeitfahren, des Radrennens Settimana internazionale di Coppi e Bartali ausgetragen.

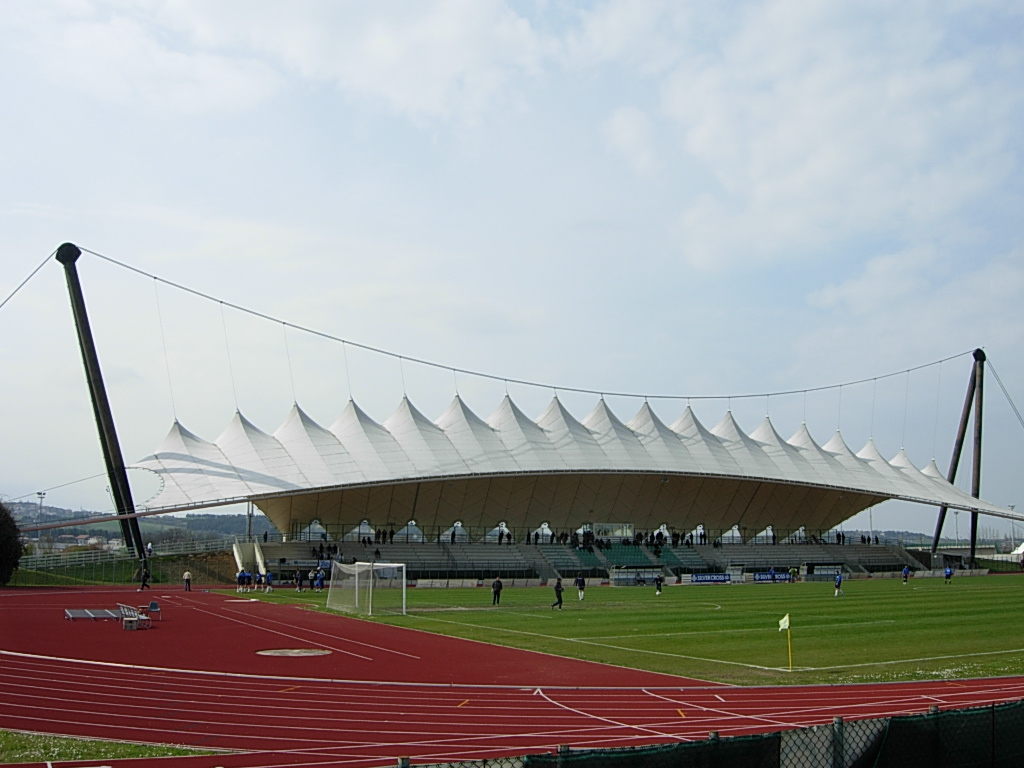
Stadio Comunale Santa Monica
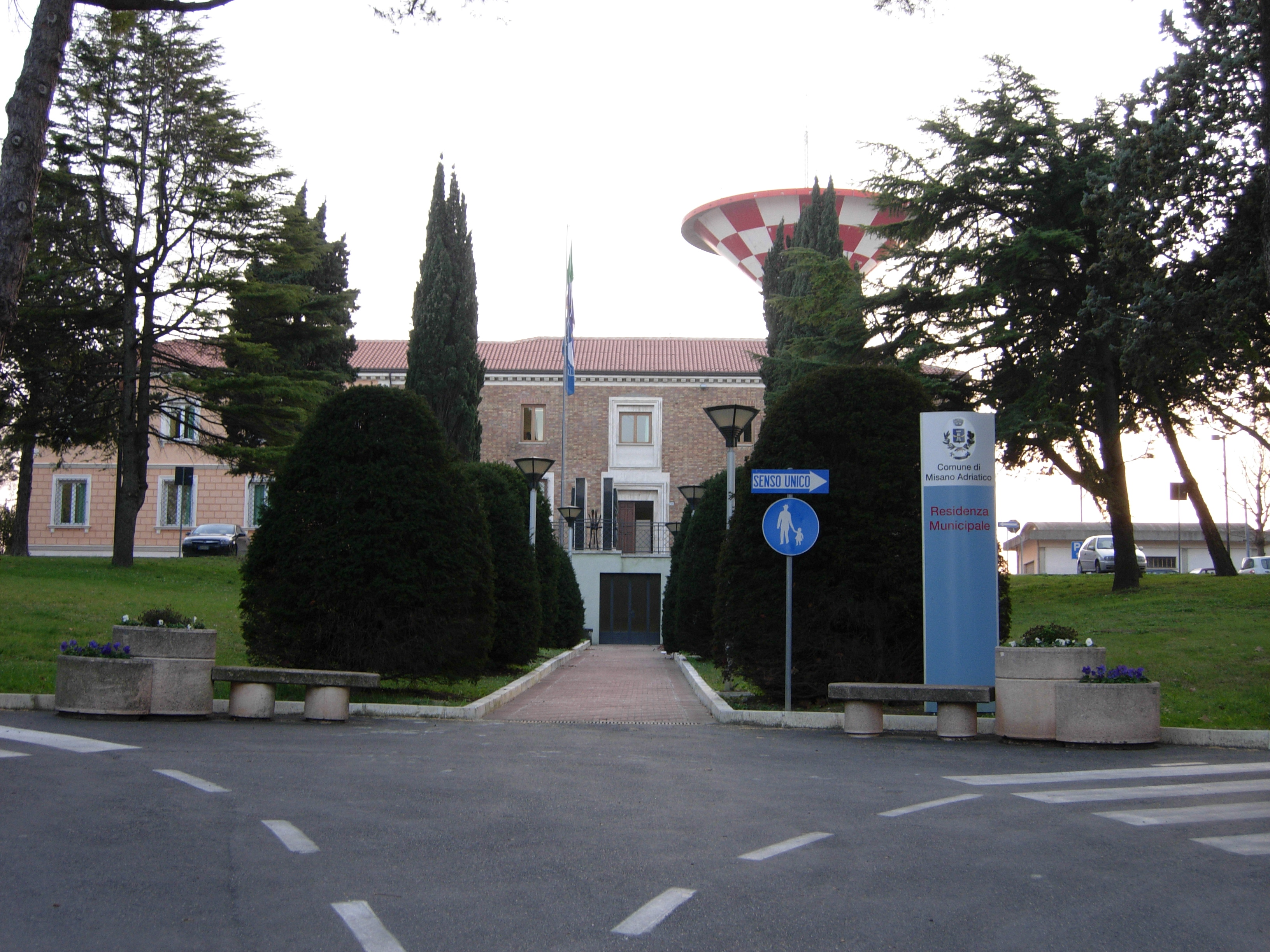
Residenza municipale in der Via Repubblica
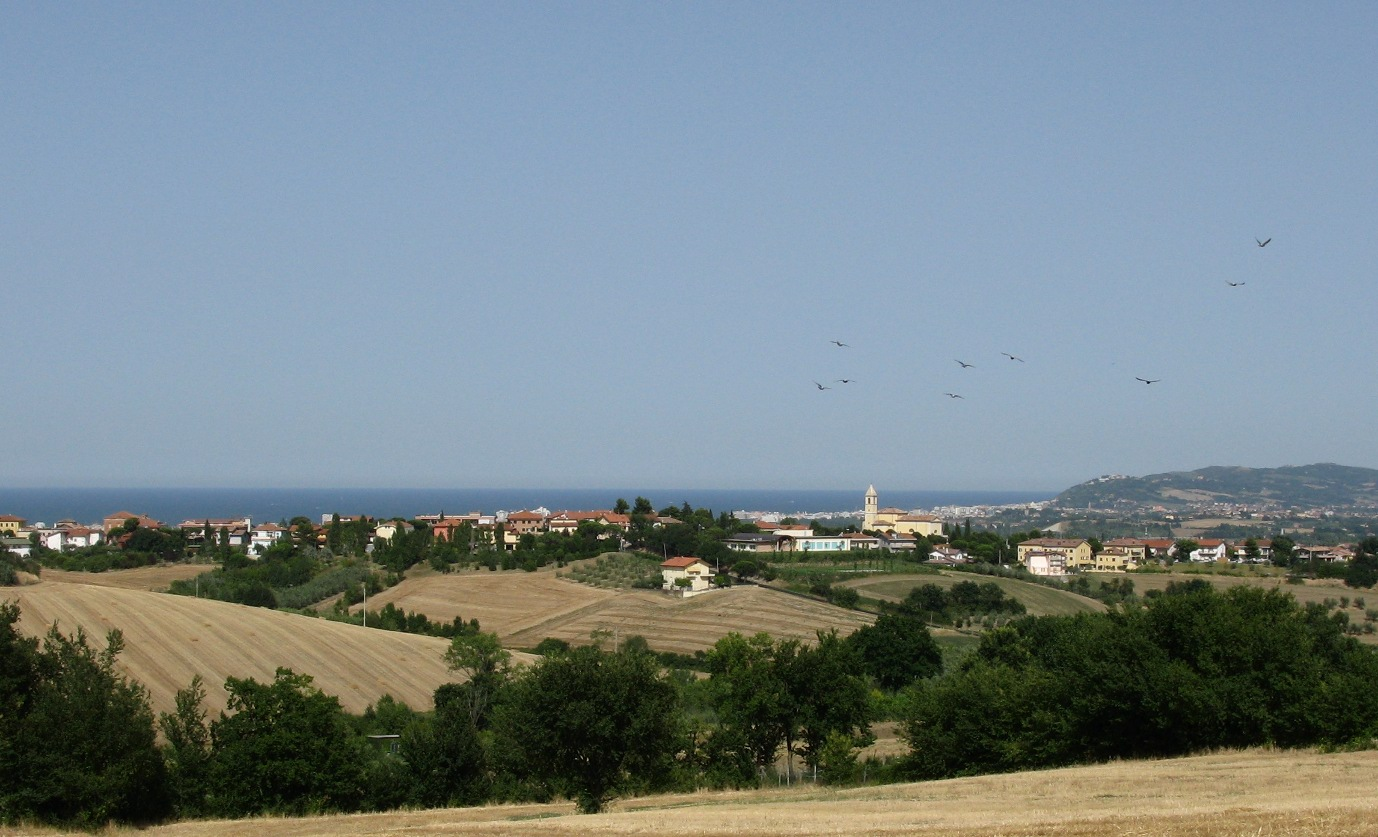
Der Ortsteil Misano Monte
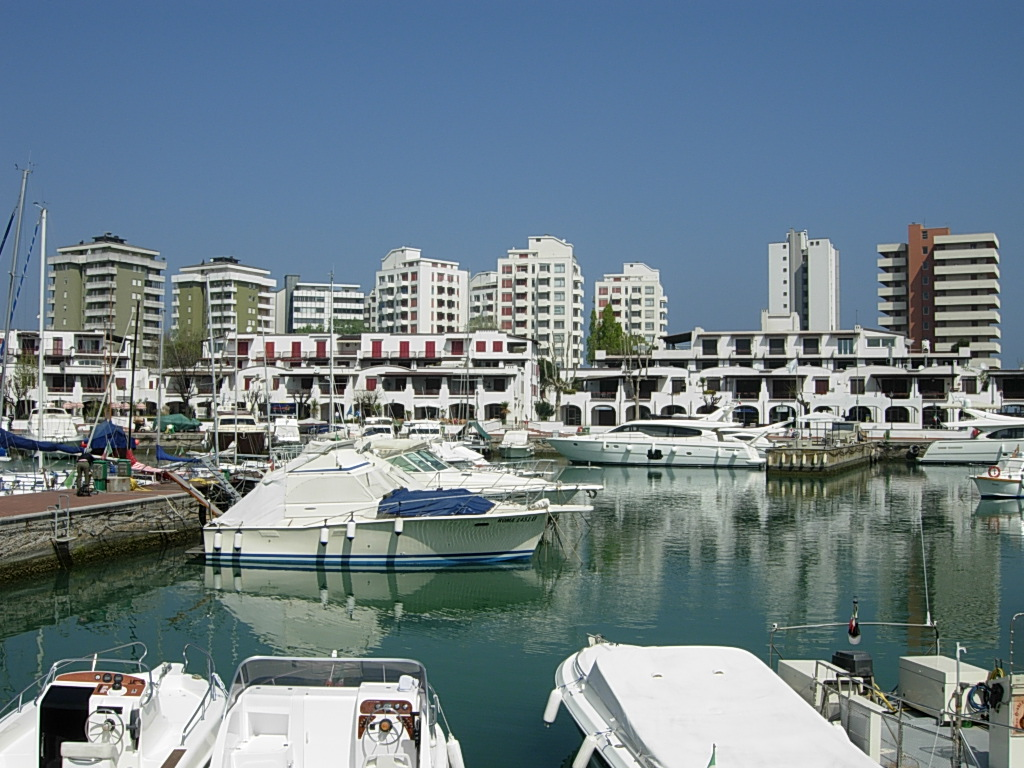
Im Ortsteil Portoverde